# 大阪発電所
大阪発電所（おおさかはつでんしょ）は、大阪府大阪市住之江区平林北1-2-65にあった関西電力の火力発電所。

## 概要
1959年に1号機が運転を開始、4号機までが建設された。当初は全機石炭専焼だったが、重油専焼に転換し、1号機についてはさらに重油・LNG混焼に転換した。
その後、老朽化に伴い廃止。隣接する変電設備を除いて、跡地にはパナソニックのリチウム二次電池工場が建設された。

## 廃止された発電設備
- 総出力：62.4万kW

1号機（廃止）
定格出力：15.6万kW
使用燃料：重油、LNG（当初は石炭）
営業運転期間：1959年4月 - 2003年12月25日
2号機（廃止）
定格出力：15.6万kW
使用燃料：重油（当初は石炭）
営業運転期間：1959年10月 - 2003年12月25日
3号機（廃止）
定格出力：15.6万kW
使用燃料：重油（当初は石炭）
営業運転期間：1960年2月 - 2003年12月25日
4号機（廃止）
定格出力：15.6万kW
使用燃料：重油、瀝青質混合物（当初は石炭）
営業運転期間：1960年3月 - 2003年12月25日